# イタウ・ウニバンコ

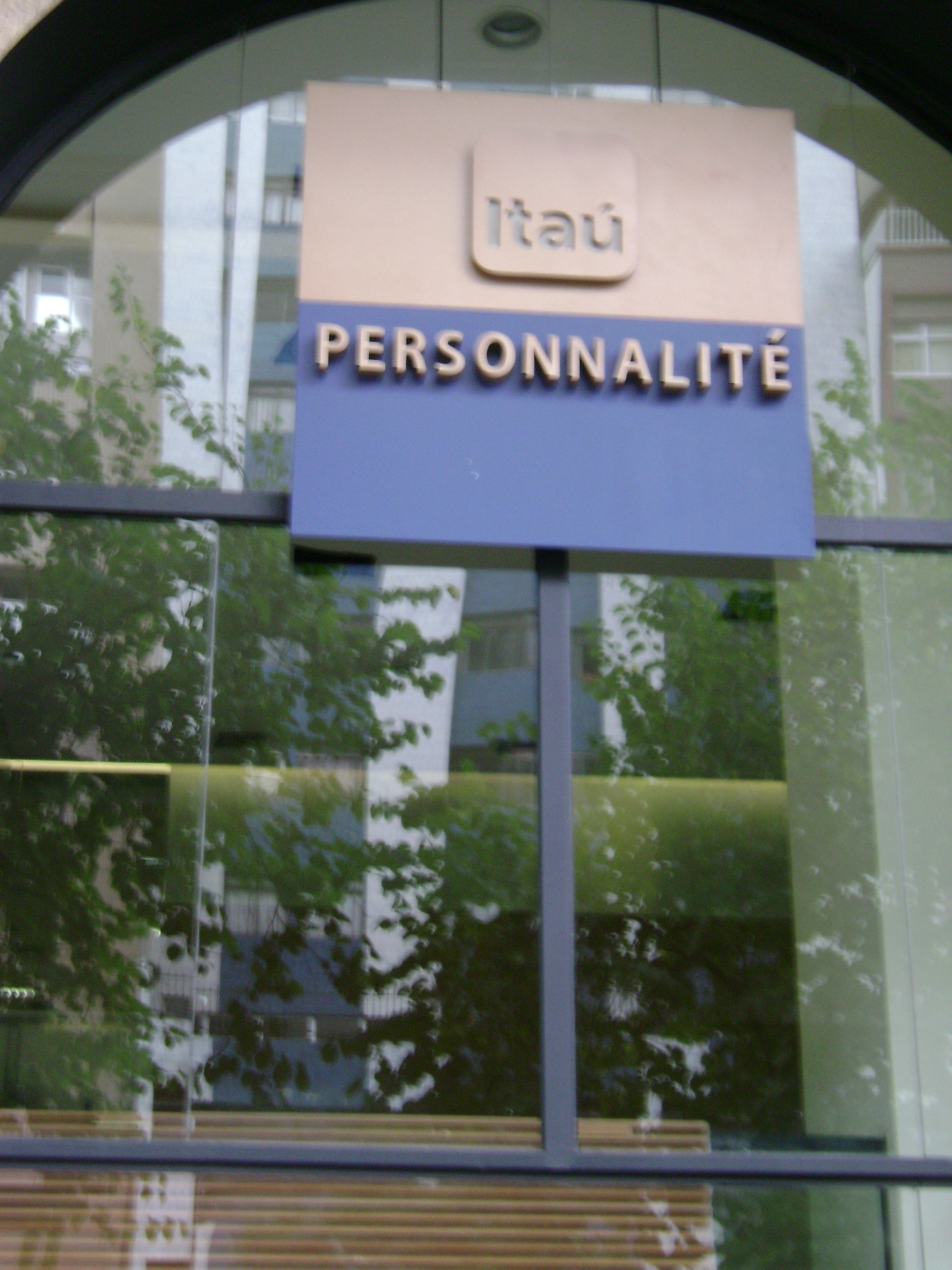
ベロオリゾンテのイタウの支店

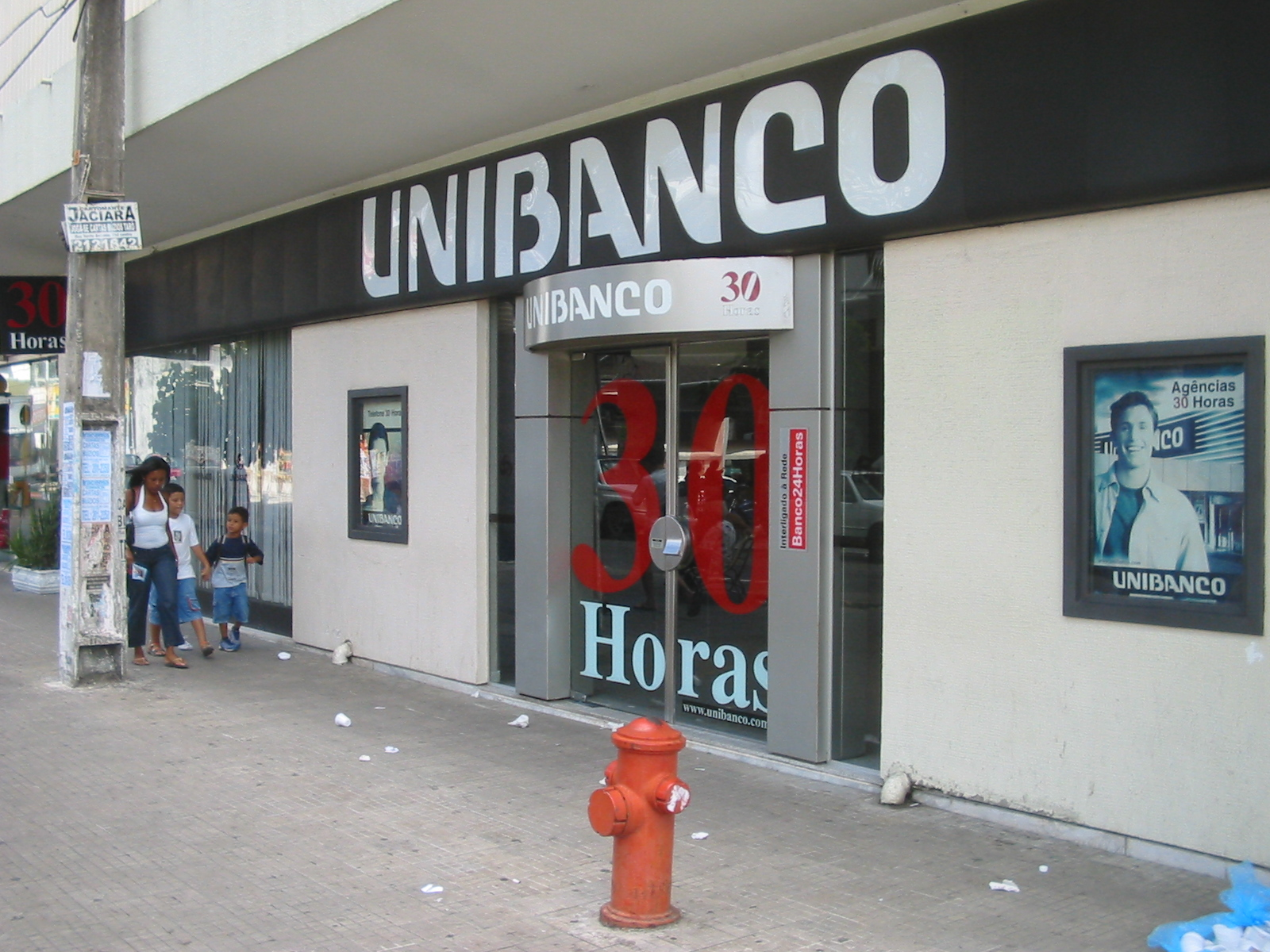
ナタールのウニバンコの支店

イタウ・ウニバンコ・ホールディング（Itaú Unibanco Holding S.A）は、ブラジルのサンパウロに本社を置く銀行グループである。

## 概要
2008年に、イタウとウニバンコの合併によりイタウ・ウニバンコ・ホールディングが誕生。株主資本450億レアル（約2.1兆円）という強固な資本に加え、その高い収益性、資産の流動性、キャッシュ創出力、リスクマネジメントが評価され、金融機関としては南半球で最大、世界でも上位10位以内の時価総額を誇る。
ブラジルにおいてはリテール事業の11％を握り、また、アルゼンチン、チリ、ウルグアイ、パラグアイにも支店網を保有している。また、ニューヨーク、ロンドン、リスボンにも事業所を設けている。
日本国内おいては、2004年に東京駐在事務所から東京支店に昇格した。これはブラジルの民間銀行としては初となる金融庁から銀行免許許可を受けたものである。2006年12月にはバネスパ銀行東京支店より預金、送金業務を譲受した。これにより顧客ベースを拡大した。

## 歴史
バンコ・イタウ・エッセ・アー（Banco Itaú S.A.）の設立は、1945年に遡る。イタウは1960年代から1970年代にかけて、次々と合併を繰り返した。1979年、ニューヨークには海外出張所をブエノスアイレスにブラジル国外の初の支店を設けた。
合併は1980年代も継続され、ブラジルの中小銀行の淘汰に一躍かっている。1984年には、ニューヨーク出張所が支店に昇格した。
1990年代にも、イタウの事業拡大の勢いはとまることなく、1995年にはクレディ・リヨネ（en）グループからBFB（Banco Francês e Brasileiro）を獲得し、プライベートバンキング分野に参入を開始した。また、1994年には、イタウ・ヨーロッパ（ポルトガル）、イタウ・アルゼンチン（アルゼンチン）、イタウ・バンク（英領ケイマン諸島現地法人）を子会社として設立させた。1997年には、ルクセンブルクの銀行を買収し、現在はイタウ・ヨーロッパ・ルクセンブルク（ルクセンブルク）として機能している。加えて、1998年にはアルゼンチンのBanco Del Buen Ayreを買収した。同時に、この時期には、ATMを含むシステム投資を重点的に行い、かつ、従業員の半分を削減する経営の合理化も行っている。
2006年にはバンク・オブ・アメリカの子会社であるボストン銀行（en）のブラジル支店網を買収した。ボストン銀行は1947年からブラジルにおいての業務を営んでいたが、この買収により、ブラジルからボストン銀行の名前は消滅した。また、同時にボストン銀行が保有していたウルグアイとチリにおける業務も引き継いだ。
2008年11月2日、ブラジルにおける民間銀行業界第3位のウニバンコとの合併を発表し、社名をイタウ・ウニバンコに改称した。2009年2月、ブラジル中央銀行は、この合併を承認した。
2009年8月22日、イタウ・ウニバンコと保険会社のポルト・セグロとの業務協定を結んだと発表した。この業務協定の目的は、住宅及び自動車保険の分野での業務協定であり、豊富な顧客層を持つイタウ・ウニバンコの顧客にポルト・セグロの保険を提供することを目的としたものである。
2014年3月4日、日本でのリテール業務から撤退し
、顧客にブラジル銀行への移管案内をした。
2016年9月、日本からの支店撤退の意向を表明し、2020年2月28日に日本での銀行業を廃止した。